# 닌하이드린
닌하이드린(Ninhydrin, 2,2-dihydroxyindane-1,3-dione)은 암모니아 또는 일차/이차 아민을 발견하기 위해 사용되는 화학 물질이다. 이 자유아민들과 반응할 때 진한 파란색이나 자주색이 발현한다. 닌하이드린과 반응 시 단백질이 지문으로부터 벗겨져 지문 감식에 매우 흔히 사용된다. 실온에서 에탄올과 아세톤에 용해되는 흰 고체이다. 닌하이드린은 인단-1,2,3-트리온(indane-1,2,3-trione)의 수화물로 간주될 수 있다.

## 역사
닌하이드린은 1910년 독일-잉글랜드계 화학자 Siegfried Ruhemann(1859–1943)에 의해 발견되었다. 같은 해 Ruhemann은 닌하이드린의 아미노산 반응을 관찰하였다. 1954년, 스웨덴의 탐구자 Oden과 von Hofsten은 닌하이드린을 사용하여 잠복해있는 지문을 현상시킬 수 있다는 것을 언급하였다.